# Југословенска радикална заједница
Југословенска радикална заједница (ЈРЗ; Jugoslavenska radikalna zajednica, Jugoslovanska radikalna skupnost), позната и као Јереза, била је политичка странка у Краљевини Југославији.

## Историјат
Странка је формирана од стране југословенског премијера Милана Стојадиновића 1935. године. Прва земаљска скупштина је одржана 1 - 2. јуна 1936.
ЈРЗ је била подељена de facto на три дела: у Србији ЈРЗ су чинили већи део чланова Народне радикалне странке и мањи делови Југословенске националне странке; у Словенији, ЈРЗ је била заступљена од кадрова Словеначке народне странке, која је била очувала своју унутрашњу структуру. Југословенска муслиманска организација је била представница муслимана и чинила је трећи елемент ЈРЗ. ЈРЗ је истиснула из политичког живота Југословенску националну странку, ослабљену после Марсељског атентата на краља Александра.Иако је наступала као јединствена политичка формација, делови ЈРЗ фактички нису губили своју индивидуалност. Ни у једном периоду међуратне историје заокруживање или опкољавање Хрвата није био тако јасно изражен као за време владе Милана Стојадиновића.
Милан Стојадиновић је био на челу странке до 1939. године све док је био председник владе Краљевине Југославије. На том положају га је заменио Драгиша Цветковић председник влада од 1939. до 1941. године. Под Драгишом Цветковићем је започета тиха ликвидација странке. Она је практично престала да постоји формирањем владе Цветковић-Мачек, мада формално није укинута или растурена. 

Програм ЈРЗ је донет приликом њеног оснивања 1935. године и чинила су га четири основна начела: јединство државе и народа, монархија и династија Карађорђевић.

## Председници
| Фотографија | Име и презиме         | Мандат    |
| ----------- | --------------------- | --------- |
|             | др Милан Стојадиновић | 1935-1939 |
|             | Драгиша Цветковић     | 1939-1941 |

## Познати чланови
- др Иво Андрић, заменика министра иностраних послова (1937-1939) и посланик у Берлину;[5]
- Душан Богуновић, учитељ;
- Петар Богуновић, учитељ;
- др Миха Крек, правник, министар без портфеља, министар грађевина и министар просвете Министарског савета Краљевине Југославије, потпредседник Министарског савета Краљевине Југославије у емиграцији;
- др Тодор Лазаревић, правник, народни посланик и четврти бан Врбаске бановине;
- Војко Чвркић, адвокат, члан Главног одбора и шеф посланичке групе ЈРЗ, потпредседник Народне скупштине, министра пошта, телеграфа и телефона.